# أولاد عياد (إقليم تاونات)
أولاد عياد هي قرية مغربية شمال المملكة. تنتمي أولاد عياد لإقليم تاونات الجبلي. تضم هذه القرية 8.896 نسمة (إحصاء 2004).

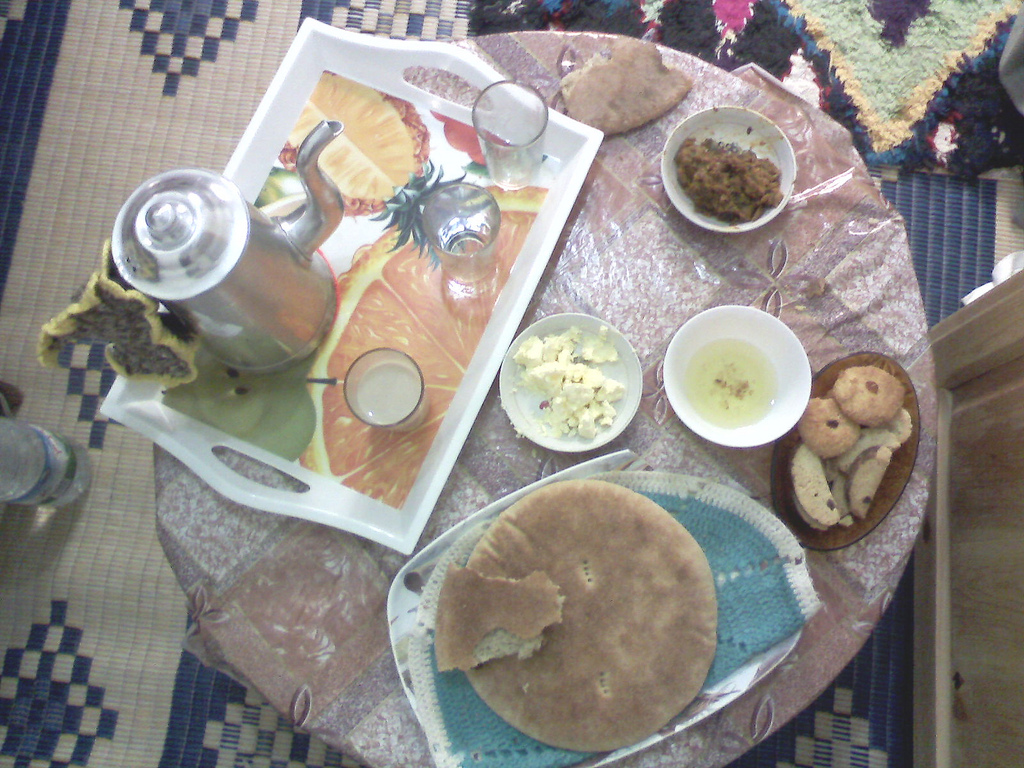
وجبة تقليدية